# Evergreen (альбом Broods)
Evergreen — дебютний  студійний альбом новозеландського гурту Broods, представлений 24 серпня 2014 року. Одразу після релізу платівка очолила чарт Нової Зеландії, а згодом отримала золотий статус.

## Список композицій
| #   | Назва                | Тривалість |
| --- | -------------------- | ---------- |
| 1.  | «Mother & Father»    | 3:07       |
| 2.  | «Everytime»          | 3:41       |
| 3.  | «Killing You»        | 3:33       |
| 4.  | «Bridges»            | 3:11       |
| 5.  | «L.A.F.»             | 2:47       |
| 6.  | «Never Gonna Change» | 3:41       |
| 7.  | «Sober»              | 4:02       |
| 8.  | «Medicine»           | 4:42       |
| 9.  | «Evergreen»          | 4:27       |
| 10. | «Four Walls»         | 3:28       |
| 11. | «Superstar»          | 3:46       |

## Сертифікація
| Країна        | Сертифікація | Продажі | Посилання |
| ------------- | ------------ | ------- | --------- |
| Нова Зеландія | Золотий      | 7 500   | [ 1 ]     |